# Błyskoporek skórzasty

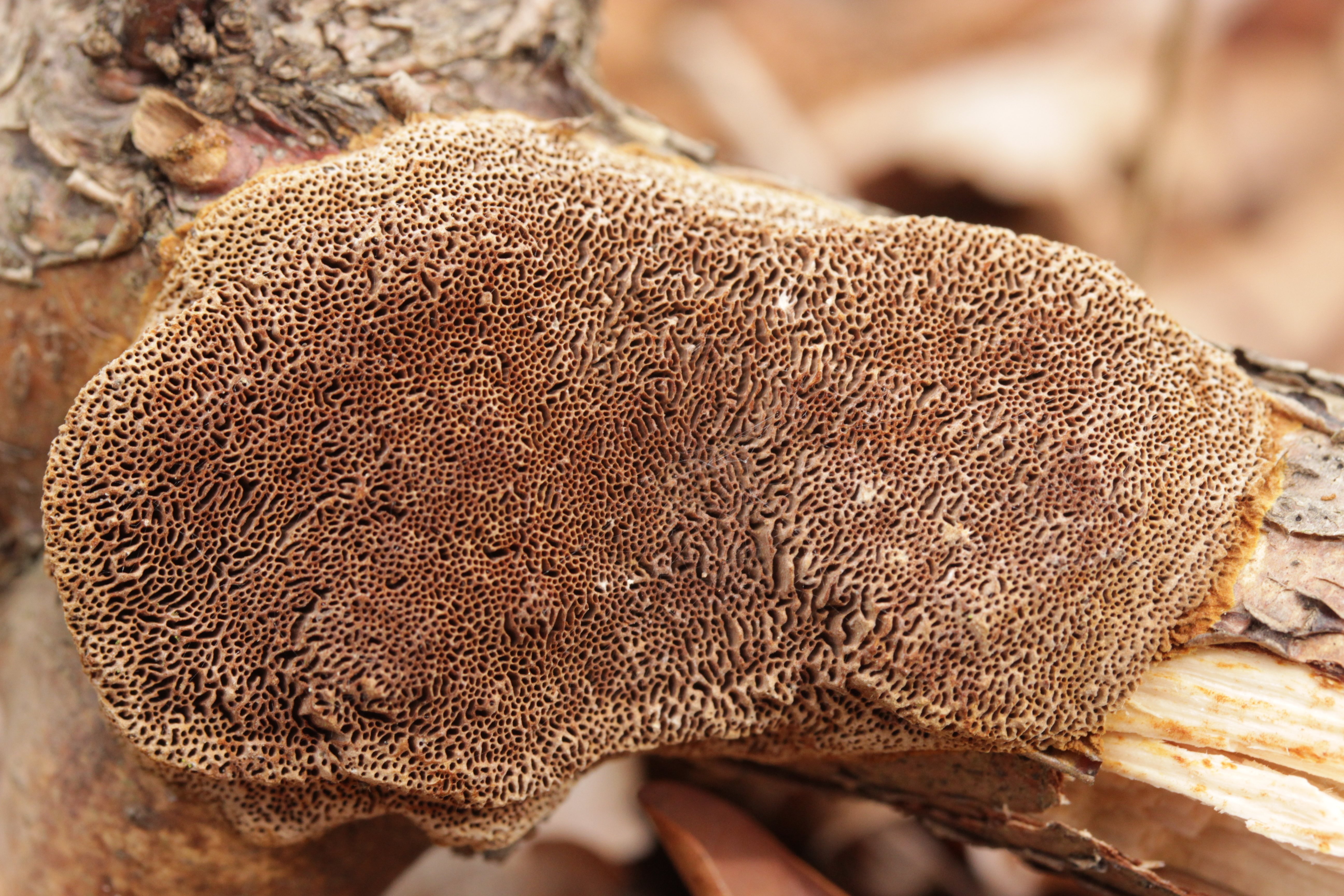
Hymenofor

Błyskoporek skórzasty, włóknouszek skórzasty (Inonotus cuticularis (Bull.) P. Karst.) – gatunek grzybów z rzędu szczeciniakowców (Hymenochaetaceae).

## Systematyka i nazewnictwo
Pozycja w klasyfikacji według Index Fungorum: Inonotus, Hymenochaetaceae, Hymenochaetales, Agaricomycetidae, Agaricomycetes, Agaricomycotina, Basidiomycota, Fungi.
Takson ten w 1790 r. opisał Jean Baptiste François Pierre Bulliard nadając mu nazwę Boletus cuticularis. Obecną, uznaną przez Index Fungorum nazwę nadał mu Petter Adolf Karsten w 1879 r. Ma 11 synonimów.
Feliks Kwieciński w 1896 r. opisywał go pod nazwą huba korkowata, Stanisław Chełchowski w 1898 r. jako żagiew skórzastą, Stanisław Domański w 1967 jako włóknouszka skórzastego. Władysław Wojewoda w 2003 r. wszystkie te nazwy uznał za nieodpowiednie i zaproponował nazwę błyskoporek skórzasty.

## Morfologia
Owocniki
Jednoroczne, siedzące, występujące pojedynczo lub w kępach, przyrośnięte bokiem, spłaszczone, o wymiarach do 5 × 11 × 1,5 cm. Górna powierzchnia żółtawobrązowa, błoniasta lub promieniście włókienkowata, naga, w starszych owocnikach poczerniała i pomarszczona, bezstrefowa lub słabo strefowana, gładka lub płytko bruzdowata. Brzeg jaśniejszy, zwykle ostry, sterylny. Hymenofor bladobrązowy. Pory kanciaste, 4–5 na mm. Kontekst jasno żółtawobrązowy do czerwonawo brązowego, twardy, włóknisty, niestrefowany, o grubości do 1 cm. Jego górna część często ograniczona ciemniejszą, zwartą warstwą, która tworzy górną powierzchnię ze szczecinkami. Warstwa rurek jasnobrązowa, rurki często białawe, do 8 mm grubości. Wysyp zarodników jasnożółtawy, brązowy.
Cechy mikroskopowe
System strzępkowy monomityczny. Strzępki generatywne bladożółtawe, z rzadkimi rozgałęzieniami, w kontekście o średnicy 5–11 µm, inne cienkościenne do grubościennych, blado brązowawe do prawie bezbarwnych, z częstymi rozgałęzieniami, o szerokości 2,5–5 µm. Strzępki skórki obficie rozgałęzione, twarde do grubościennych, rozgałęzienia zmienne, monopodialne do dychotomicznych, gałęzie często zakrzywione, oś główna o średnicy do 12 µm. Szczecinki błoniaste obfite do rzadkich, szydłowate do brzuchatych, często haczykowate, twarde do grubościennych, 16–30 × 6–11 µm. Podstawki szeroko maczugowate, 4-sterygmowe, 16–21 × 7–8 µm z prostą przegrodą u podstawy. Bazydiospory szeroko elipsoidalne do jajowatych, blado do ciemnożółtobrązowych, 6–8 × 4,5–5,5 µm.

## Występowanie i siedlisko
Występuje w Ameryce Północnej, Europie, Azji i Argentynie. W Polsce W. Wojewoda w 2003 r. przytacza ponad 10 jego stanowisk, ale niektóre już historyczne. Bardziej aktualne stanowiska podaje internetowy atlas grzybów. Znajduje się na Czerwonej liście roślin i grzybów Polski. Ma status R – gatunek potencjalnie zagrożony z powodu ograniczonego zasięgu geograficznego i małych obszarów siedliskowych. Znajduje się na listach gatunków zagrożonych także w Danii, Norwegii, Szwecji, Niemczech.
Grzyb nadrzewny, huba, saprotrof i pasożyt. Występuje w lasach, ogrodach, parkach, ogrodach botanicznych, drzewach przydrożnych. Rozwija się na żywych i martwych drzewach liściastych. W Polsce notowany na klonie jesionolistnym, klonie zwyczajnym, dębie szypułkowym, topoli osice, grabie, buku. Powoduje białą zgniliznę drewna.